# Re-Volt
Re-Volt est un jeu vidéo de course de voitures radiocommandées, conçu par Paul Phippen et Simon Harrison,, développé par Acclaim Studios London et édité par Acclaim Entertainment. Il est sorti sur Microsoft Windows, Nintendo 64, PlayStation et Dreamcast en 1999. En 2006, Throwback Entertainment (en) acquiert la licence et les droits de publications de Re-Volt. En 2012, le jeu est porté sur iOS, sous l'appellation Re-Volt Classic.
Il a pour suite RC Revenge.

## Système de jeu

### Généralités
Re-Volt est un jeu de course avec des voitures radiocommandées aux caractéristiques différentes en termes de poids, vitesse, maniabilité, adhérence et transmission,. Le joueur arpente treize circuits aux décors variés, comme un musée, un jardin botanique ou encore un supermarché, lesquels sont semés de nombreux obstacles. De plus, le joueur peut récolter sur les tracés des bonus, sous forme d'éclair, afin de mettre en difficulté ses concurrents. Certains circuits proposent des variantes en inversé, en miroir ou en miroir inversé.

### Modes de jeu
Le jeu comporte six modes de jeu, lesquels se nomment Course simple, Entrainement, Championnat et Contre la montre ainsi que Cascades et Horde sauvage.
Le but du mode Course simple est de remporter la course face à l'ordinateur. Le joueur est récompensé d'une nouvelle voiture lorsqu'il complète tous les circuits d'une même coupe. Il est également praticable en multijoueur pour quatre joueurs.
Dans le mode Championnat, le joueur prend part à quatre épreuves successives ; plus la position du joueur est élevée à la fin d'une course plus les points qu'il gagne est important. Toutefois, le joueur doit au moins terminer à la troisième place pour accéder à l'épreuve suivante. Dans le cas contraire, le joueur dispose de trois essais au cours du championnat pour recommencer la course. À la fin des épreuves, le compétiteur avec les points les plus élevés remporte le championnat. Dans ce cas, si le joueur obtient la première place, cela lui permet de débloquer des niveaux et des voitures supplémentaires.
En Entrainement, outre le fait que le joueur peut déceler les secrets des pistes sans limite de temps ni d'adversaires, l'objectif est de récupérer une étoile souvent difficile d'accès. Lorsque toutes les étoiles d'un groupe de circuits sont récupérées, une voiture est débloquée.
Le mode Contre-la-montre permet au joueur de réaliser le meilleur temps au tour sur n'importe quelle course débloquée. Si le joueur bat le chronomètre de l'ordinateur, alors il débloque des circuits dans ses variantes miroir, inversé et miroir inversé.
En Cascades, les joueurs roulent sur un circuit spécial dans un skatepark où ils doivent récupérer des étoiles pour débloquer le mode Horde sauvage. Ce dernier est un mode spécial où trente Clockwork, se disputent la première position.

### Éditeur de niveaux
Le jeu inclut un éditeur de niveau. La réalisation se fait par la mise bout à bout de portions de pistes provenant d'une bibliothèque d'éléments prédéfinis. Les niveaux peuvent ensuite être exportés. Il est également possible de modéliser un niveau ou une voiture à l'aide de 3D Studio Max, gMAX ou Blender sans passer par l'éditeur.

## Accueil
- Gamekult : 7/10[4] (PC)
- Jeuxvideo.com : 17/20[6] (Dreamcast), 15/20[5] (Nintendo 64), 13/20[9] (PlayStation), 17/20[7] (PC)
- IGN : 8,7/10[10] (Dreamcast), 4,8/10[11] (Nintendo 64), 8,8/10 (PlayStation)[12], 6,1/10[13] (PC)
- Pocket Gamer : 3/5[14] (iOS)

### Note
1. ↑  http://z8.invisionfree.com/RRR_Racing_Forum a pu enforcer gMAX et Blender à extraire le ASE (3D Studio Max ASCII) nécessaire afin de créer .PRM et .W (les mailles et modules 3D supportés par Re-Volt)